# FF Södertälje
FF Södertälje var en fotbollsförening från Södertälje i Södermanland som bildades av ungdomsverksamheten ur konkursade Södertälje FF 1993. Föreningen sammanslogs två år senare, varpå FF Södertälje inledde seriespel för herrseniorer, till säsongen 1999 tillkom även damseniorer.
Damlaget nådde som högst division III (2007–2008) innan laget 2009 sammanslogs med Nykvarns SK och bildade Telge United FF. Herrlaget har spelat sex säsonger i division IV, senast 2009, men har inte deltagit i seriespel sedan 2010. Till säsongen 2012 sammanslogs herrlaget med Brunnsängs IK och Östertelge BoIS till Södertälje FK.